# 10504 Доґа
10504 Доґа  (10504 Doga) — астероїд головного поясу, відкритий 22 жовтня 1987 року.
Тіссеранів параметр щодо Юпітера — 3,314.